# 1763 en science
| Années de la science : 1760 - 1761 - 1762 - 1763 - 1764 - 1765 - 1766    |
| Décennies de la science : 1730 - 1740 - 1750 - 1760 - 1770 - 1780 - 1790 |

Cet article présente les faits marquants de l'année 1763 en science.

## Événements

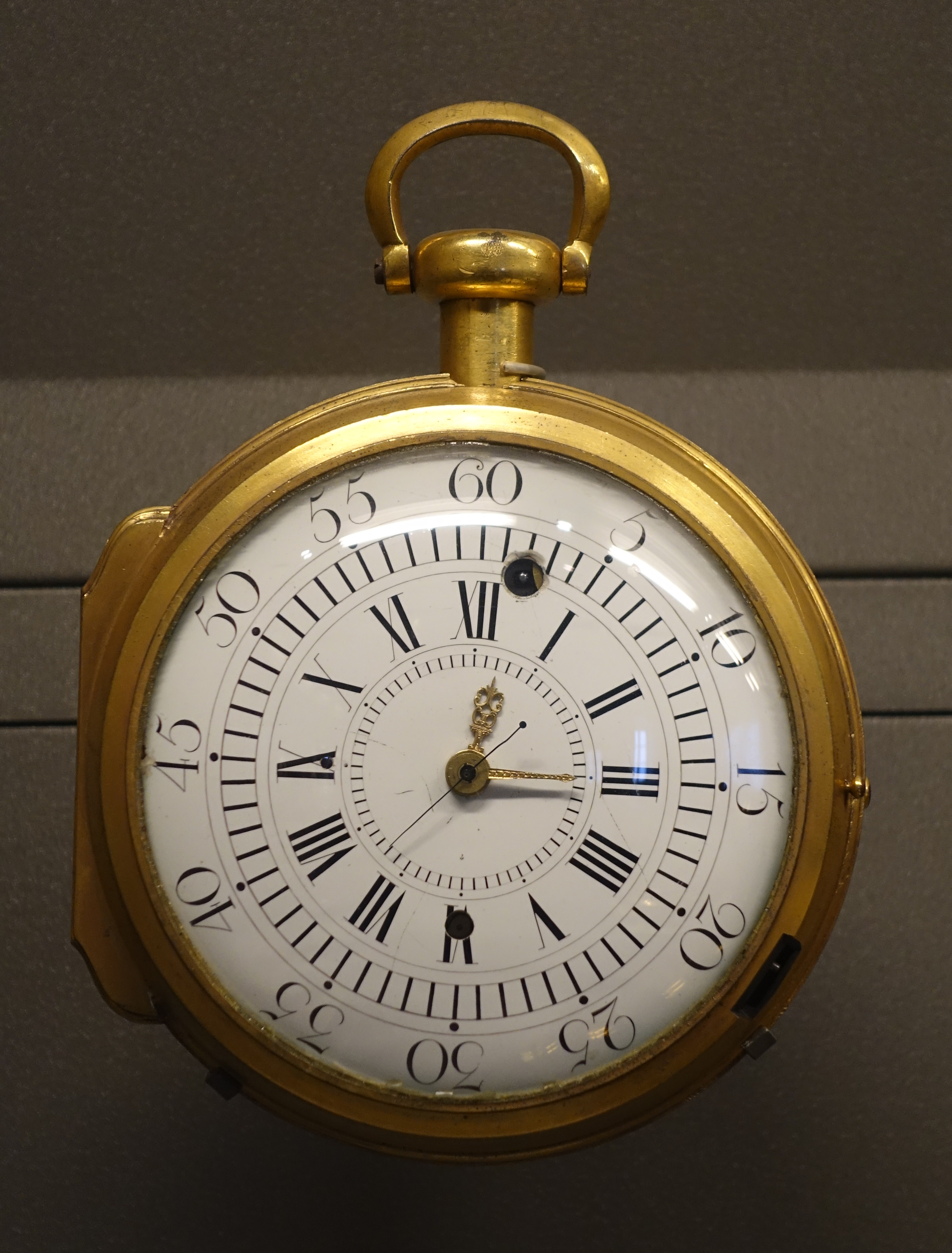
Le chronomètre de marine de Ferdinand Berthoud, 1763.

- 16 avril : Ferdinand Berthoud présente une horloge marine à l'Académie des sciences[1]. En novembre il termine un chronomètre de marine qui est testé en mer à bord de la corvette Hirondelle en octobre 1764. Le rapport, lu à l'Académie par l'abbé Chappe le 14 novembre 1764, n'est jamais publié[2].

- 7 décembre : l'horloger Pierre Le Roy présente son premier chronomètre de marine à l'Académie des sciences[1].
- 23 décembre : un Essai en vue de résoudre un problème de la doctrine des chances (An Essay towards solving a Problem in the Doctrine of Chances (en)) de Thomas Bayes, mort en 1761, est lu devant Royal Society. Il énonce une loi importante des probabilités, le théorème de Bayes[3].

- L'astronome français Charles Messier commence ses observations météorologiques au Collège de France (fin en 1796)[4].

## Publications
- Michel Adanson : Familles des Plantes, ouvrage qui propose une nouvelle méthode de la classification des plantes.
- Nicolas-Louis de Lacaille : Coelum australe stelliferum, ouvrage qui catalogue toutes les données du ciel de hémisphère sud et contient environ 10 000 étoiles et un certain nombre de nébuleuses.
- Linné : Centuria insectorum.

### Économie
- Sébastien Alexandre Costé de Saint Supplix : Le consolateur, pour servir de réponse à la théorie de l’impôt et autres écrits sur l’économie politique[5].
- Jean-Baptiste Darigrand, avocat au parlement de Bordeaux : L’anti-financier[6].
- Mirabeau : La philosophie rurale ou économie générale et politique de l’agriculture[5].
- Roussel de La Tour : Richesse de l’État[5].

## Naissances

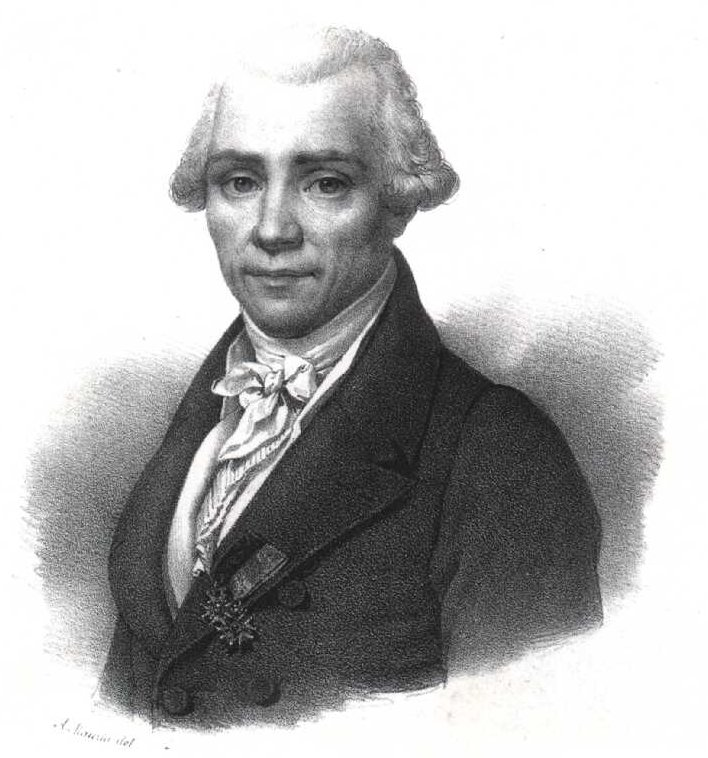
Louis-Nicolas Vauquelin

- 27 février : Johann Wilhelm Von Camerer (mort en 1847), mathématicien et astronome allemand.
- 3 mars : Victor Yvart (mort en 1831), agronome français[7].
- 18 mars : Friedrich Gottlob Hayne (mort en 1832), botaniste allemand.
- 28 avril : Gotthelf August Fischer (mort en 1832), mathématicien allemand.
- 6 mai : Johan David Åkerblad (mort en 1819), archéologue suédois.
- 16 mai : Louis-Nicolas Vauquelin († 1829), chimiste français.
- 27 octobre : William Maclure († 1840), géologue écossais.
- 30 octobre : Heinrich Cotta (mort en 1844), scientifique allemand, spécialiste de sylviculture.
- 25 décembre : Claude Chappe († 1805), ingénieur français.

- Vers 1763 : John Brinkley († 1835), astronome britannique.

## Décès

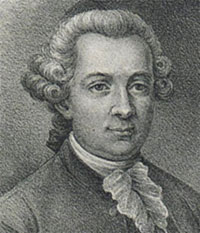
Pehr Forsskål

- 31 mars : Abraham Darby II (né en 1711), maître de forges et quaker britannique[8].
- 11 juillet : Peter Forsskål (né en 1732), naturaliste suédois.
- 20 juillet : Johan Stensson Rothman (né en 1684), médecin et naturaliste suédois.

- Minggatu (né vers 1692), mathématicien, astronome et topographe chinois.